# Јосип Леко
Јосип Леко (Плавна, 19. септембар 1948) хрватски је политичар и правник. Бивши је председник Хрватског сабора.

## Биографија
Рођен је у месту Плавна у општини Бач у Војводини, СФР Југославија (данашња Србија), као једно од деветоро деце херцеговачке ХСС-овске породице. Основну школу и реалну гимназију завршио је у Широком Бријегу.
Дипломирао је на Правном факултету у Загребу. На Општинском суду у Загребу волонтирао је током 1976. и 1977. године. За то време, 22. новембра 1976. године, положио је Стручни државни испит пред Комисијом Републичког секретаријата за правосуђе и управу НР Хрватске. Касније је положио и Правосудни испит пред Испитном комисијом за правосудне испите при Министарству правосуђа Републике Хрватске, 17. јула 1993. године.
Као правни референт радио је 1975. и 1976. године у правној служби „Славонија ДИ“ из Славонског Брода. Након тога прелази у Скупштину општине Нови Загреб где је до 1982. био стручни правни сарадник, а после и секретар Извршног већа СО, све до 1986. године. После је био Друштвени правобранилац самоуправљања, до 1989. године. Након тога је био директор Радне заједнице и заменик генералног директора предузећа „Загрепчанка“ из Загреба. Године 1991. постаје пословни директор Рачановог СДП-а.
Ожењен је за Бисерку Леко и отац је двоје деце.
Био је добар пријатељ с Ивицом Рачаном, због којега никад није отишао у адвокатске воде него се посветио политици.

## Политички ангажман
Члан је Социјалдемократске партија Хрватске од самог оснивања. Пословни директор СДП-а био је од 1991. до 2000. године.
Након четвртих парламентарних избора 2000. године улази у Хрватски сабор као замена Тонину Пицули. У свом првом посланичком мандату био је председник Одбора за законодавство, члан Одбора за Устав, Пословник и политички систем и Одбора за правосуђе. У ово време је био и председник надзорног одбора Хрватске радиотелевизије (ХРТ).
На петим парламентарним изборима 2003. године по други пут улази у Сабор. У овом мандату био је председник Комисије за одлучивање о сукобу интереса, потпредседник Одбора за законодавство и члан Одбора за правосуђе.
На шестим парламентарним изборима 2007. године трећи пут је изабран у Сабор. У овом мандату био је потпредседник Одбора за Устав, Пословник и политички систем, члан Одбора за законодавство, Одбора за правосуђе, Комисије за одлучивање о сукобу интереса и Државног судског већа из реда посланика. За председника Главног одбора СДП-а изабран је 2008. године.
На седмим парламентарним изборима 2011. године четврти пут је изабран у Сабор. На конститутивној седници 22. децембра 2011. године изабран је за потпредседника Хрватског сабора. Поред тога изабран је и за председника Одбора за Устав, Пословник и политички систем и члана Државног судског већа из реда посланика. У јуну 2012. године поново је изабран за председника Главног одбора СДП-а. Због спречености председник Хрватског сабора Борис Шпрем му је предао вршење председничке дужности у Сабору 27. јуна 2012. године. Након Шпремове смрти изабран је једногласно за председника Сабора 10. октобра исте године.